# Gerald Ciolek
Gerald Ciolek (født 19. september 1986 i Köln) er en tysk professionel landevejscykelrytter, for det sydafrikanske procontinental hold MTN-Qubecka.
Ciolek er blevet betegnet som Tysklands største sprintertalent siden Erik Zabel slog gennem i midten af 1990'erne, og blev først kendt da han slog Erik Zabel og vandt det tyske mesterskab i 2005. Han fik sit hidtil største resultat i 2013 med sejr i Milano-Sanremo.